# شهرستان مسور
ناحیهٔ مسور (به عربی: مدیریة مسور) یک ناحیه در یمن است که در استان عمران واقع شده‌است.
ناحیهٔ مسور ۳۸٬۴۳۲ نفر جمعیت دارد.